# Malaysia i olympiska sommarspelen 2016
Malaysia deltog med 32 deltagare vid de olympiska sommarspelen 2016 i Rio de Janeiro. Totalt tog landet fem medaljer, men inga guld.

## Medaljörer
| Medalj | Namn                              | Sport     | Gren                      | Datum      |
| ------ | --------------------------------- | --------- | ------------------------- | ---------- |
| Silver | Cheong Jun Hoong Pandelela Rinong | Simhopp   | Damernas parhoppning 10 m | 9 augusti  |
| Silver | Chan Peng Soon Goh Liu Ying       | Badminton | Mixeddubbel               | 17 augusti |
| Silver | Goh V Shem Tan Wee Kiong          | Badminton | Herrdubbel                | 19 augusti |
| Silver | Lee Chong Wei                     | Badminton | Herrsingel                | 20 augusti |
| Brons  | Azizulhasni Awang                 | Cykling   | Herrarnas keirin          | 16 augusti |

## Badminton
Herrar
| Spelare                  | Gren       | Grupp                                    | Grupp                                     | Grupp                                          | Grupp     | Eliminering       | Kvartsfinal                                     | Semifinal                                     | Final / BM                                    | Final / BM |
| Spelare                  | Gren       | Motståndare Poäng                        | Motståndare Poäng                         | Motståndare Poäng                              | Placering | Motståndare Poäng | Motståndare Poäng                               | Motståndare Poäng                             | Motståndare Poäng                             | Placering  |
| ------------------------ | ---------- | ---------------------------------------- | ----------------------------------------- | ---------------------------------------------- | --------- | ----------------- | ----------------------------------------------- | --------------------------------------------- | --------------------------------------------- | ---------- |
| Lee Chong Wei            | Herrsingel | Opti (SUR) W (21–2, 21–3)                | Wong (SIN) W (21–18, 21–8)                | i.u.                                           | 1 Q       | Bye               | Chou T-c (TPE) W (21–9, 21–15)                  | Lin D (CHN) W (15–21, 21–11, 22–20)           | Chen L (CHN) L (18–21, 18–21)                 | 2          |
| Goh V Shem Tan Wee Kiong | Herrdubbel | Fuchs / Schöttler (GER) W (21–14, 21–17) | Chew / Pongnairat (USA) 0W (21–12, 21–10) | Fu HF / Zhang N (CHN) 0W (16-21, 21–15, 21–18) | 1 Q       | i.u.              | Lee Y-d / Yoo Y-s (KOR) W (17–21, 21–18, 21–19) | Chai B / Hong W (CHN) W (21–18, 12–21, 21–17) | Fu HF / Zhang N (CHN) L (21–16, 11–21, 21–23) | 2          |

Damer
| Spelare                         | Gren      | Grupp                                | Grupp                                     | Grupp                                    | Grupp     | Eliminering       | Kvartsfinal                                        | Semifinal         | Final / BM        | Final / BM       |
| Spelare                         | Gren      | Motståndare Poäng                    | Motståndare Poäng                         | Motståndare Poäng                        | Placering | Motståndare Poäng | Motståndare Poäng                                  | Motståndare Poäng | Motståndare Poäng | Placering        |
| ------------------------------- | --------- | ------------------------------------ | ----------------------------------------- | ---------------------------------------- | --------- | ----------------- | -------------------------------------------------- | ----------------- | ----------------- | ---------------- |
| Tee Jing Yi                     | Damsingel | Gavnholt (CZE) 0W (22-20, 21–15)     | Yamaguchi (JPN) L (18–21, 5–21)           | i.u.                                     | 2         | Gick inte vidare  | Gick inte vidare                                   | Gick inte vidare  | Gick inte vidare  | Gick inte vidare |
| Vivian Hoo Kah Mun Woon Khe Wei | Damdubbel | Olver / Smith (GBR) W (21–17, 24–22) | Poon L Y / Tse Y S (HKG) W (21–15, 21–13) | Maheswari / Polii (INA) L (19–21, 19–21) | 2 Q       | i.u.              | Matsutomo / Takahashi (JPN) L (16–21, 21–18, 9–21) | Gick inte vidare  | Gick inte vidare  | Gick inte vidare |

Mixed
| Spelare                     | Gren        | Grupp                                     | Grupp                                   | Grupp                                 | Grupp     | Kvartsfinal                              | Semifinal                          | Final / BM                            | Final / BM |
| Spelare                     | Gren        | Motståndare Poäng                         | Motståndare Poäng                       | Motståndare Poäng                     | Placering | Motståndare Poäng                        | Motståndare Poäng                  | Motståndare Poäng                     | Placering  |
| --------------------------- | ----------- | ----------------------------------------- | --------------------------------------- | ------------------------------------- | --------- | ---------------------------------------- | ---------------------------------- | ------------------------------------- | ---------- |
| Chan Peng Soon Goh Liu Ying | Mixeddubbel | Issara / Amitrapai (THA) W (21–13, 21–19) | Middleton / Choo (AUS) W (21–17, 21–15) | Ahmad / Natsir (INA) L (15–21, 11–21) | 2 Q       | Mateusiak / Zięba (POL) W (21–17, 21–10) | Xu C / Ma J (CHN) W (21–12, 21–19) | Ahmad / Natsir (INA) L (14–21, 12–21) | 2          |

## Bågskytte
| Bågskytt                                                     | Gren                           | Rankningsomgång | Rankningsomgång | Omgång 1              | Omgång 2          | Omgång 3          | Kvartsfinal       | Semifinal         | Final / BM        | Final / BM       |
| Bågskytt                                                     | Gren                           | Poäng           | Seed            | Motståndare Poäng     | Motståndare Poäng | Motståndare Poäng | Motståndare Poäng | Motståndare Poäng | Motståndare Poäng | Placering        |
| ------------------------------------------------------------ | ------------------------------ | --------------- | --------------- | --------------------- | ----------------- | ----------------- | ----------------- | ----------------- | ----------------- | ---------------- |
| Haziq Kamaruddin                                             | Herrarnas individuella tävling | 645             | 50              | Garrett (USA) L 0–6   | Gick inte vidare  | Gick inte vidare  | Gick inte vidare  | Gick inte vidare  | Gick inte vidare  | Gick inte vidare |
| Khairul Anuar Mohamad                                        | Herrarnas individuella tävling | 665             | 22              | Pila (COL) W 6–0      | Floto (GER) L 4–6 | Gick inte vidare  | Gick inte vidare  | Gick inte vidare  | Gick inte vidare  | Gick inte vidare |
| Mohd Akmal Nor Hasrin                                        | Herrarnas individuella tävling | 635             | 55              | Rodríguez (ESP) L 0–6 | Gick inte vidare  | Gick inte vidare  | Gick inte vidare  | Gick inte vidare  | Gick inte vidare  | Gick inte vidare |
| Haziq Kamaruddin Khairul Anuar Mohamad Mohd Akmal Nor Hasrin | Herrarnas lagtävling           | 1945            | 12              | i.u.                  | i.u.              | Frankrike L 2–6   | Gick inte vidare  | Gick inte vidare  | Gick inte vidare  | Gick inte vidare |

## Cykling

### Bana
Sprint
| Cyklist         | Gren            | Kval                 | Kval      | Omgång 1                         | Återkval 1                       | Omgång 2                         | Återkval 2                       | Kvartsfinal                      | Semifinal                        | Final                            | Final            |
| Cyklist         | Gren            | Tid Hastighet (km/h) | Placering | Motståndare Tid Hastighet (km/h) | Motståndare Tid Hastighet (km/h) | Motståndare Tid Hastighet (km/h) | Motståndare Tid Hastighet (km/h) | Motståndare Tid Hastighet (km/h) | Motståndare Tid Hastighet (km/h) | Motståndare Tid Hastighet (km/h) | Placering        |
| --------------- | --------------- | -------------------- | --------- | -------------------------------- | -------------------------------- | -------------------------------- | -------------------------------- | -------------------------------- | -------------------------------- | -------------------------------- | ---------------- |
| Fatehah Mustapa | Damernas sprint | 11,207 64,245        | 21        | Gick inte vidare                 | Gick inte vidare                 | Gick inte vidare                 | Gick inte vidare                 | Gick inte vidare                 | Gick inte vidare                 | Gick inte vidare                 | Gick inte vidare |

Keirin
| Cyklist           | Gren             | 1:a omgången | Återkval  | 2:a omgången | Final     |
| Cyklist           | Gren             | Placering    | Placering | Placering    | Placering |
| ----------------- | ---------------- | ------------ | --------- | ------------ | --------- |
| Azizulhasni Awang | Herrarnas keirin | 5 R          | 1 Q       | 3 Q          | 3         |

## Friidrott
Förkortningar
- Notera– Placeringar avser endast det specifika heatet.
- Q = Tog sig vidare till nästa omgång
- q = Tog sig vidare till nästa omgång som den snabbaste förloraren eller, i fältgrenarna, genom placering utan att nå kvalgränsen
- NR = Nationellt rekord
- N/A = Omgången fanns inte i grenen
- Bye = Idrottaren behövde inte tävla i omgången

Bana och väg
| Idrottare                 | Gren               | Heat     | Heat      | Kvartsfinal | Kvartsfinal | Semifinal        | Semifinal        | Final            | Final            |
| Idrottare                 | Gren               | Resultat | Placering | Resultat    | Placering   | Resultat         | Placering        | Resultat         | Placering        |
| ------------------------- | ------------------ | -------- | --------- | ----------- | ----------- | ---------------- | ---------------- | ---------------- | ---------------- |
| Zaidatul Husniah Zulkifli | Damernas 100 meter | 12,12    | 3 q       | 12,62       | 8           | Gick inte vidare | Gick inte vidare | Gick inte vidare | Gick inte vidare |

Fältgrenar
| Idrottare             | Gren              | Kval    | Kval      | Final            | Final            |
| Idrottare             | Gren              | Distans | Placering | Distans          | Placering        |
| --------------------- | ----------------- | ------- | --------- | ---------------- | ---------------- |
| Nauraj Singh Randhawa | Damernas höjdhopp | 2,26    | 18        | Gick inte vidare | Gick inte vidare |

## Golf
| Spelare      | Gren              | Runda 1 | Runda 2 | Runda 3 | Runda 4 | Totalt | Totalt | Totalt    |
| Spelare      | Gren              | Poäng   | Poäng   | Poäng   | Poäng   | Poäng  | Par    | Placering |
| ------------ | ----------------- | ------- | ------- | ------- | ------- | ------ | ------ | --------- |
| Danny Chia   | Herrarnas tävling | 73      | 70      | 70      | 71      | 288    | +4     | 48        |
| Gavin Green  | Herrarnas tävling | 73      | 74      | 72      | 68      | 287    | +3     | 47        |
| Michelle Koh | Damernas tävling  | 79      | 71      | 76      | 82      | 308    | +24    | 58        |
| Kelly Tan    | Damernas tävling  | 78      | 70      | 76      | 73      | 297    | +13    | 51        |

## Segling
| Seglare                  | Gren                  | Lopp | Lopp | Lopp | Lopp | Lopp | Lopp | Lopp | Lopp | Lopp | Lopp | Lopp | Nettopoäng | Finalplacering |
| Seglare                  | Gren                  | 1    | 2    | 3    | 4    | 5    | 6    | 7    | 8    | 9    | 10   | M*   | Nettopoäng | Finalplacering |
| ------------------------ | --------------------- | ---- | ---- | ---- | ---- | ---- | ---- | ---- | ---- | ---- | ---- | ---- | ---------- | -------------- |
| Khairulnizam Mohd Afendy | Herrarnas laser       | 38   | 33   | 40   | 33   | 20   | 21   | DNF  | 37   | 31   | 28   | EL   | 281        | 35             |
| Nur Shazrin Mohd Latif   | Damernas laser radial | 26   | 33   | 34   | 30   | 33   | 35   | 31   | 26   | 29   | 33   | EL   | 274        | 33             |

## Simhopp
Herrar
| Hoppare            | Gren           | Kval   | Kval      | Semifinal        | Semifinal        | Final            | Final            |
| Hoppare            | Gren           | Poäng  | Placering | Poäng            | Placering        | Poäng            | Placering        |
| ------------------ | -------------- | ------ | --------- | ---------------- | ---------------- | ---------------- | ---------------- |
| Ahmad Amsyar Azman | Herrarnas 3 m  | 341,70 | 29        | Gick inte vidare | Gick inte vidare | Gick inte vidare | Gick inte vidare |
| Ooi Tze Liang      | Herrarnas 10 m | 379,50 | 22        | Gick inte vidare | Gick inte vidare | Gick inte vidare | Gick inte vidare |

Damer
| Hoppare                             | Gren                         | Kval   | Kval      | Semifinal        | Semifinal        | Final            | Final            |
| Hoppare                             | Gren                         | Poäng  | Placering | Poäng            | Placering        | Poäng            | Placering        |
| ----------------------------------- | ---------------------------- | ------ | --------- | ---------------- | ---------------- | ---------------- | ---------------- |
| Cheong Jun Hoong                    | Damernas 3 m                 | 282,25 | 21        | Gick inte vidare | Gick inte vidare | Gick inte vidare | Gick inte vidare |
| Ng Yan Yee                          | Damernas 3 m                 | 299,05 | 17 Q      | 324,75           | 5 Q              | 306,60           | 10               |
| Pandelela Rinong                    | Damernas 10 m                | 332,45 | 6 Q       | 336,95           | 6 Q              | 330,45           | 11               |
| Nur Dhabitah Sabri                  | Damernas 10 m                | 325,85 | 8 Q       | 307,65           | 11 Q             | 338,00           | 9                |
| Cheong Jun Hoong Nur Dhabitah Sabri | Damernas synkroniserade 3 m  | i.u.   | i.u.      | i.u.             | i.u.             | 293,40           | 5                |
| Cheong Jun Hoong Pandelela Rinong   | Damernas synkroniserade 10 m | i.u.   | i.u.      | i.u.             | i.u.             | 344,34           | 2                |